# HALIFANIE
HALIFANIE（ハリファニー）は、日本の2人組音楽ユニット。

## 概要
バンド・キンモクセイのドラマー・張替智広（別名HaliBlaine）とボーカリストのStefanieこと小貫早智子の二人からなる楽曲制作ユニット。YUKI、JUJU等へ楽曲を提供するほか、それぞれ音楽家活動も積極的に行い、その中で培った経験を活かして音楽プロデュースも手掛ける。2008年よりagehaspringsのクリエイティブチームonetrapでクリエイターとしての活動を本格的に開始。

## メンバー
- 張替 智広（はりがえ ともひろ、静岡県伊東市出身、1976年5月8日、O型） - ドラムス担当[1]
  - キンモクセイのドラマーで、バンドが活動休止した2008年からHALIFANIEとして活動を開始する。キンモクセイ在籍中からメジャー、インディーズを問わずサポートドラマーとしても精力的に活動していた。サポートした主なアーティストは井上陽水、藤木直人、カーネーション、中田裕二、森高千里、大森靖子、MAPA、ゆるめるモ!、関ジャニ∞、吉澤嘉代子、Aimerなど[1][3]。

- 小貫 早智子 （おぬき さちこ、神奈川県川崎市出身、1979年10月2日 、O型） - ボーカル担当[1][4]
  - シンガーソングライター、モデル、スタイリスト、デザイナー、イラストレーター、ナレーター。洋楽的な伸びやかで透き通る歌声が評判を得ており、バンドやソロのほか、テレビCMソングの歌唱やコーラスサポートなど多岐にわたる活動を行っている。Tシャツ個展「everybody says yep!!!」やnitcaデザイナーの内田恵子とのコラボレート個展なども行う。
  - アーティストとしてはHALIFANIE以外にソロのStefanie、アーティスト以外のメンバーも含む大所帯バンド・Ri Ri Riligionなどで活動。コーラスとしてホフディラン、岡村靖幸、カーネーション、ゆるめるモ!、KinKi Kidsなどのレコーディング・ライブに参加[1][2][4][5]。
  - 1999年よりデザイン、モデル、スタイリングなどを行うフリーアーティストyepとして始動[1][4]。
  - 2000年、Quinka, with a Yawnのサポートコーラスから音楽活動をスタート[4]。
  - 2008年3月、Stefanie名義でUKマンチェスターのBabyBoom Recordsよりリリースされたコンピレーション・アルバムに参加[1]。同年夏より張替智広と共に楽曲制作ユニット、HALIFANIEとして活動を始める[4]。

## 作品
YUKI
- 「プレゼント」（アルバム『うれしくって抱きあうよ』収録） - 作曲
- 「あの娘になりたい」（シングル「2人のストーリー」カップリング曲、アルバム『megaphonic』収録 ） - 作曲
- 「Hello !」（シングル「Hello !」表題曲、アルバム『megaphonic』収録 ） - 作曲
- 「勇敢なヴァニラアイスクリーム」（アルバム『megaphonic』収録） - 作曲
- 「相思相愛」（アルバム『megaphonic』収録） - 作曲
- 「世界はただ、輝いて」（ベストアルバム『POWERS OF TEN』収録） - 作曲
- 「君を束縛したいのです」（シングル「STARMANN」カップリング曲） - 作曲
- 「はみだせ ラインダンスから」（アルバム『FLY』収録） - 作曲
- 「It’s like heaven」（アルバム『FLY』収録） - 作曲
- 「好きってなんだろう…涙」（両A面シングル「好きってなんだろう…涙/となりのメトロ」表題曲） - 作曲
- 「私は誰だ」（アルバム『まばたき』収録） - 作曲
- 「チャイム」（配信シングル、アルバム『forme』収録） - 作曲
- 「タイムカプセル」（EP『Bump & Grind』収録） - 作曲

JUJU
- 「I can be free」（両A面シングル「素直になれたら/I can be free」表題曲、アルバム『What's Love?』収録） - 作曲
- 「いつからか…ずっと」（アルバム『JUJU』収録） - 作曲

いしばしさちこ
- 「ラストダンス」（アルバム『ハチのことば∞』収録） - 作曲
- 「とけないで魔法」（アルバム『ハチのことば∞』収録） - 作曲

藤木直人
- 「ミチタリタセカイ」（アルバム『1989』） - 作曲

ゆるめるモ!
- 「Refresh Your Jewellery Box」（シングル『文学と破壊EP』カップリング曲、アルバム『YOU ARE THE WORLD』収録） - 作曲

吉澤嘉代子
- 「必殺サイボーグ」（ミニアルバム『秘密公園』収録） - サウンドプロデュース、作曲、アレンジ（sugar beansと共作）

ベッド・イン
- 「ROSA-魅惑のバリライト-」（アルバム『RICH』収録） - 作曲

STAR☆ANIS & AIKATSU☆STARS!
- 「キラキラ宣言」（『AIKATSU SCRAPBOOK 01』収録） - 編曲、サウンドプロデュース

AIKATSU☆STARS!
- 「message of a rainbow」（シングル「MUSIC of DREAM/森のひかりのピルエット」収録） - 作曲

木村カエラ
- 「セレンディピティ」（アルバム『いちご』収録） - 作曲、編曲共作

キンモクセイ
- 「渚のラプソディ」「ダージリン」（アルバム『ジャパニーズポップス』収録） - 作詞、作曲
- 「君のくしゃみ」（アルバム『洋邦問わず』収録） - 作曲
- 「強引にLOVE」（アルバム『洋邦問わず』収録） - 作詞、作曲

ASCA
- 「Gift of Life」（シングル『紫苑の花束を』収録） - 作曲